# امپراتور گو-ایچیجو
امپراتور گو-ایچیجو (به ژاپنی: 後一条天皇)؛ شصت و هشتمین امپراتور ژاپن بود.
سلطنت گو-ایچیجو سال‌ها از دوره هی‌آن را دربر گرفت.
این فرمانروای قرن یازدهم به نام پدرش، امپراتور ایچیجو نامگذاری شد، و «گو» (بعد) به معنای واقعی کلمه «بعد» ترجمه می‌شود، بنابراین، گاهی او را «امپراتور ایچیجو بعدی» می‌نامند. در برخی از منابع قدیمی تر، ممکن است به عنوان «امپراتور ایچیجوی، دوم» شناخته شود.